# Iridio
El iridio es un elemento químico de número atómico 77 que se sitúa en el grupo 9 de la tabla periódica. Su símbolo es Ir. Se trata de un metal de transición, del grupo del platino, duro, frágil, pesado, de color blanco plateado. Es el segundo elemento más denso (después del osmio) y es el elemento más resistente a la corrosión, incluso a temperaturas tan altas como 2000 °C. Solo algunos halógenos y sales fundidas son corrosivas para el iridio en estado sólido. El iridio en polvo es mucho más reactivo y puede llegar a ser inflamable.
Fue descubierto en 1803 entre las impurezas insolubles del platino natural. Smithson Tennant, el primer descubridor, llamó al metal iridio en honor a la diosa Iris, la personificación del arcoíris, debido a los diversos y llamativos colores de sus sales. El iridio es uno de los elementos más raros en la corteza terrestre, con una extracción y consumo anual de tan solo tres toneladas. El 191Ir y el 193Ir son los dos isótopos naturales del iridio y también sus únicos isótopos estables; el 193Ir es el más abundante de los dos.
Los compuestos de iridio más importantes son las sales y ácidos que forma junto con el cloro, aunque el iridio también forma una serie de compuestos organometálicos, utilizados en la catálisis industrial y en investigación. El iridio metálico es usado cuando se necesita alta resistencia a la corrosión a altas temperaturas, como en las bujías de gama alta, crisoles para la recristalización de los semiconductores a altas temperaturas, y los electrodos para la producción de cloro mediante el proceso de cloro-álcali. Los radioisótopos de iridio se usan en algunos generadores de radioisótopos.
El iridio se encuentra en meteoritos en una abundancia mucho mayor que en la corteza terrestre. Por esta razón, la abundancia inusualmente alta de iridio en la capa de arcilla en el límite Cretáceo-Paleógeno dio lugar a la hipótesis de Álvarez de que el impacto de un objeto extraterrestre masivo causó la extinción de los dinosaurios y muchas otras especies hace 65 millones de años. Del mismo modo, una anomalía de iridio en muestras de núcleos del océano Pacífico sugirió el impacto Eltanin de hace aproximadamente 2,5 millones de años.
El iridio también se emplea en aleaciones de alta resistencia que pueden soportar altas temperaturas. Es un elemento poco abundante y se encuentra en la naturaleza en aleaciones con platino y osmio. Se emplea en contactos eléctricos, aparatos que trabajan a altas temperaturas, y como agente endurecedor del platino.

## Características

### Características principales

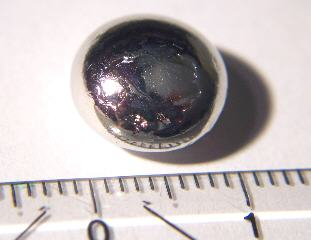
Una gota de iridio puro.

Es de color blanco, parecido al platino, pero presenta una ligera penetración amarilla. Es difícil trabajar este metal, pues es muy duro y quebradizo. Es el metal más resistente a la corrosión. No es atacado por los ácidos, ni siquiera por el agua regia. Para disolverlo se emplea ácido clorhídrico, HCl, concentrado con clorato de sodio, NaClO3 a temperaturas altas.
El iridio es considerado comúnmente un metal extraterrestre, ya que abunda en los meteoritos y es raro en la corteza terrestre, con solo una pequeña concentración de 0,001 ppm. Es el metal más denso después del osmio. Se sabe que en el núcleo de la Tierra  se encuentra este metal junto al hierro y al níquel, sus componentes más importantes.

### Propiedades físicas
Pertenece a los metales del grupo del platino. Debido a su dureza, fragilidad y su alto punto de fusión (el noveno más alto de todos los elementos), es difícil dar forma o trabajar sobre el iridio sólido como se haría con otros metales, por lo que se prefiere trabajarlo en forma de polvo metálico. Es el único metal que mantiene buenas propiedades mecánicas por encima de los 1600 °C. El iridio tiene un punto de ebullición muy alto (el décimo entre todos los elementos) y se convierte en superconductor a temperaturas debajo de los 0.14 K.
El módulo de elasticidad del iridio es el segundo más alto de todos los elementos, superado únicamente por el del osmio; esto, junto con un alto módulo de rigidez y un bajo coeficiente de Poisson, indica el alto grado de rigidez y resistencia a la deformación que han hecho que su manipulación sea una cuestión de gran dificultad. A pesar de estas limitaciones y del alto costo del iridio, es muy valioso para aplicaciones donde la resistencia mecánica es un factor esencial y se usa en algunas tecnologías modernas que operan en condiciones extremas.
La densidad medida del iridio es ligeramente inferior (0,1%) a la del osmio, el cual es el elemento más denso conocido. Anteriormente existía una ambigüedad respecto a qué elemento era más denso, debido a la pequeña diferencia de densidades entre estos dos elementos y la dificultad para medir con precisión dicha diferencia. Con la mayor precisión en los factores utilizados para calcular la densidad cristalográfica mediante rayos X se pudieron calcular sus densidades como 22,56 g/cm³ para el iridio y 22,59 g/cm³ para el osmio.

### Propiedades químicas
El iridio es el metal más resistente a la corrosión conocido: no es atacado por casi ningún ácido, el aqua regia (aunque si pulverizado), metales fundidos o silicatos a altas temperaturas. Puede, sin embargo, ser atacado por algunas sales fundidas, tales como el cianuro sódico y cianuro potásico, como también por el oxígeno y los halógenos (particularmente el flúor) a altas temperaturas.

### Compuestos
| Estados de oxidación | Estados de oxidación |
| -------------------- | -------------------- |
| −3                   | Ir(CO)3]-3           |
| −1                   | [Ir(CO)3(PPh3)]-     |
| 0                    | Ir4(CO)12            |
| +1                   | [Ir(CO)Cl(PPh3)2]    |
| +2                   | IrCl2                |
| +3                   | IrCl3                |
| +4                   | IrO2                 |
| +5                   | Ir4F20               |
| +6                   | IrF6                 |

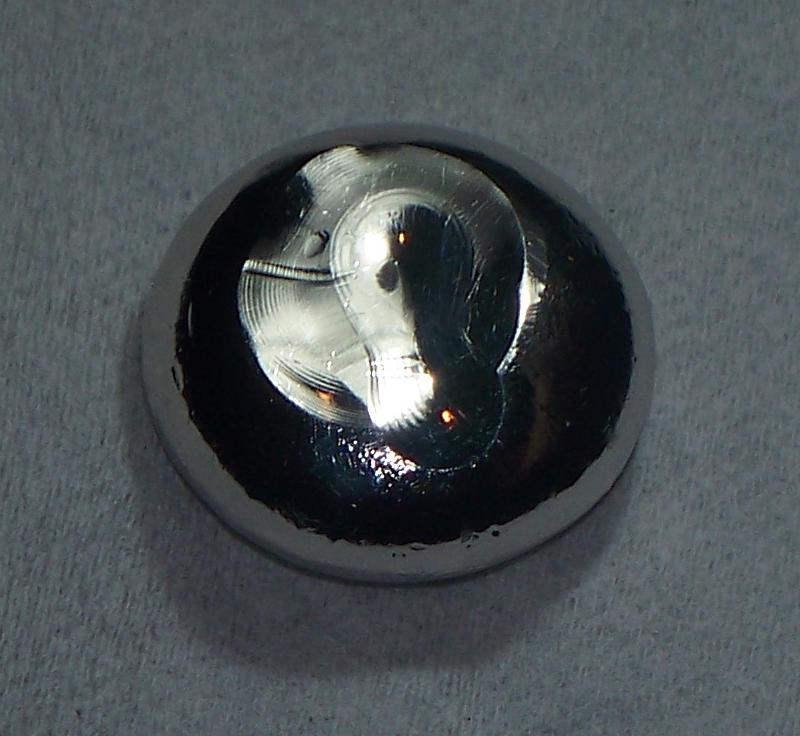
Una onza troy de iridio fundido de 99.99 % de pureza.

El iridio forma compuesto en estados de oxidación entre -3 hasta +6, los más comunes son +3 y +4. Los estados de oxidación mayores son poco comunes, pero incluyen al IrF6 y a dos óxidos mixtos, el Sr2MgIrO6 y el Sr2CaIrO6. El dióxido de iridio, un polvo marrón, es el único óxido de iridio bien caracterizado, un sesquióxido de iridio, el Ir2O3, ha sido descrito como un polvo de color azul-negro el cual se oxida a IrO2 por exposición al HNO3. También se han encontrado compuestos de iridio y Azufre, como el IrS3. El iridio también forma compuestos con estados de oxidación +4 y +5, como K2IrO3 y KIrO3, que puede ser preparado a partir de la reacción del óxido de potasio o del superóxido de potasio con iridio a altas temperaturas.
Actualmente no se conocen hidruros binarios de iridio (IrxHy), pero se conocen hidruros complejos como el IrH-4
5 y IrH-36, donde el iridio posee un número de oxidación +1 y +3 respectivamente. El hidruro ternario Mg6Ir2H11 se cree que contienen tanto el anión IrH-45 como al IrH-36. No se conocen monohaluro o dihaluro de iridio, sin embargo, se conocen trihaluros (IrX3)
de iridio con todos los halógenos. Para estados de oxidación +4 y superiores, únicamente se conocen el tetrafluoruro, el pentafluoruro y el hexafluoruro. El hexafluoruro de iridio, es un sólido amarillo volátil y altamente reactivo, compuesto de moléculas octaédricas. Se descompone en agua y se reduce a IrF4, un sólido cristalino de iridio negro. El pentafluoruro de iridio tiene propiedades similares pero en realidad es un tetrámero, Ir4F20, formado por cuatro octaedros que comparten esquinas.

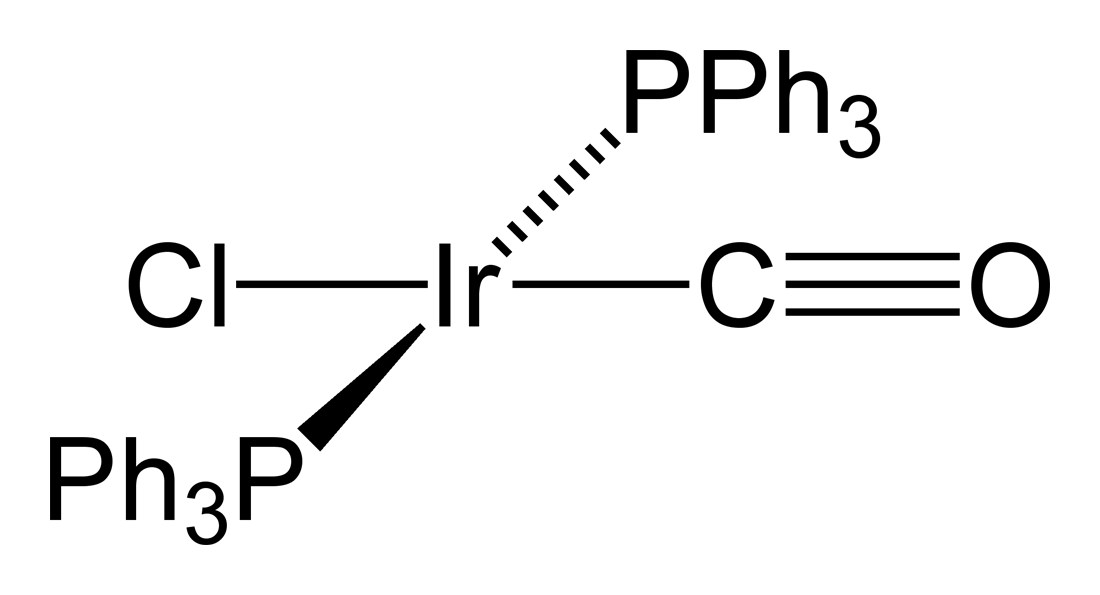
El Complejo de Vaska.

El H2IrCl6, y su sal amónica son los compuestos de iridio más importantes desde el punto de vista industrial. Estos compuestos están involucrados en la purificación de iridio y se utilizan como precursores para la mayoría de los otros compuestos de iridio, así como en la preparación de recubrimientos para ánodos. El ion IrCl-26 tiene un intenso color marrón oscuro, y puede ser fácilmente reducido a IrCl-36, de un color más claro, y viceversa. El tricloruro de iridio (IrCl3), que se puede obtener en forma anhidra de la oxidación directa del polvo de iridio mediante cloro a 650 °C, o en forma hidratada mediante la disolución de Ir2O3 en ácido clorhídrico, es a menudo utilizado como materia prima para la síntesis de otros compuestos de Ir(III). Otro compuesto que se utilizan para sintetizar otros compuestos de Ir(III) son el hexacloroiridio de amonio ((NH4)3IrCl6). Los compuestos de Ir(III) son diamagnéticos con una geometría molecular octaédrica.
Los compuestos organoiridicos contienen enlaces iridio-carbono, donde por lo general, el metal se encuentra en los estados de oxidación más bajos, por ejemplo, el estado de oxidación 0 se encuentra en el tetrairidio dodecarbolino (Ir4(CO)12), el cual es el más común y estable carbonilo binario de iridio, en este compuesto, cada uno de los átomos de iridio se enlaza a los otros tres, formando así una estructura tetraédrica. Algunos compuestos organometálicos de Ir(I) so lo suficientemente importantes como para llevar el nombre de sus descubridores. Uno de ellos es el complejo de Vaska (IrCl(CO)[P(C6H5)3]2), el cual tiene la rara cualidad de unirse a la molécula de oxígeno diatómico (O2). Otra es la catálisis de Crabtree, una catálisis homogénea llevada a cabo mediante reacciones de hidrogenación. Estos compuestos tienen una estructura cuaternaria planar, d8 compleja, con un total de 16 electrones de valencia, lo que explica su capacidad de reacción.

## Isótopos
El iridio tiene dos isótopos naturales estables, el 191Ir y el 193Ir, con una abundancia natural de 37.3% y 62.7%, respectivamente. Al menos 34 radioisótopos han sido sintetizados variando entre números másicos de 164 a 199. El 192Ir, el cual se desintegra en los dos isótopos estables, es el radioisótopo más estable con una semivida de 73.827 días. Otros tres isótopos, el 188Ir, 189Ir, 190Ir, tienen una semivida de al menos un día. Isótopos con número de masa debajo de 191 decaen mediante una combinación de desintegración ß, desintegración α y emisión de protones, con la excepción del 189Ir, que decae por medio de captura electrónica, y el 190Ir, el cual decae por medio de emisión de positrones. Isótopos sintéticos con una masa atómica mayor a 191 decaen mediante desintegración β–, aunque el 192Ir también puede decaer en menor medida mediante captura de electrones. Todos los isótopos conocidos de iridio fueron descubiertos entre 1934 y 2001, el más reciente de ellos es el 171Ir.
Al menos 32 isómeros metaestables han sido caracterizados, variando en masa atómica entre 164 a 197, el más estable de todos estos es el 192m2Ir, el cual decae mediante transición isomérica con una semivida de 241 años, por lo que es más estable que cualquiera de los isótopos sintéticos de iridio en sus estados fundamentales. El menos estable es el 190m3Ir, con una semivida de apenas 2 µs. El isótopo 191Ir fue el primer elemento en que se vio el efecto Mößbauer, lo que lo hace útil para la espectroscopia Mössbauer en investigaciones físicas, químicas, bioquímicas, metalúrgicas y mineralógicas.

## Historia
El descubrimiento del iridio data de la misma época en que se descubrió el platino y el resto de metales de su grupo. El platino elemental fue usado por los antiguos etíopes y por las culturas sudamericanas, las cuales siempre tuvieron acceso a una pequeña cantidad de metales del grupo del platino, incluyendo el iridio. El platino llegó a Europa con el nombre de "platina" (pequeña plata), descubierto en el siglo XVII por españoles en la región que hoy se conoce como Departamento de Chocó en Colombia. Pero el descubrimiento de que este metal era un elemento nuevo y no una aleación de elemento conocidos no se produjo hasta 1748.

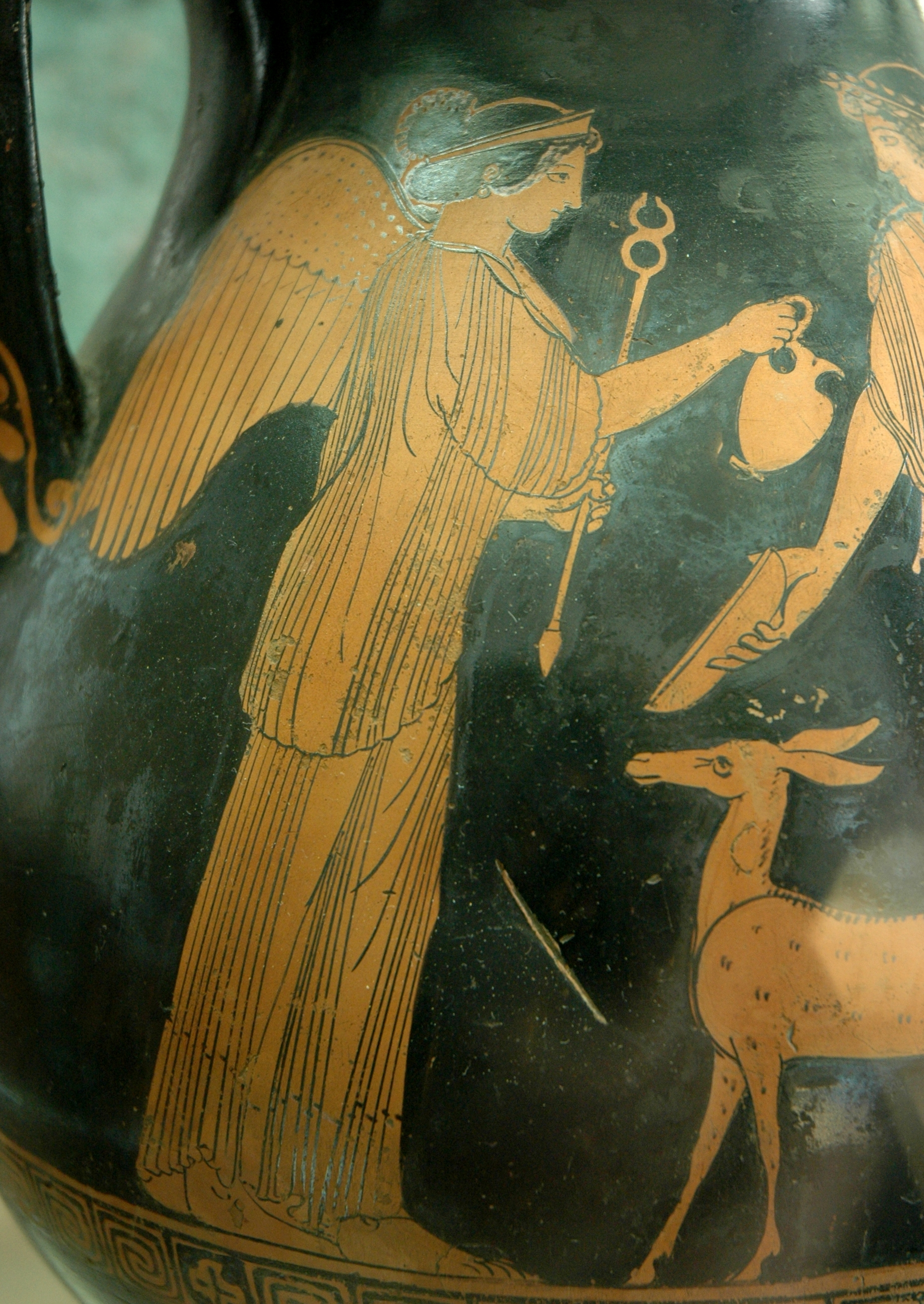
La diosa griega Iris, de quien fue nombrado el iridio.

Los químicos que estudiaron el platino encontraron que este se disolvía en aqua regia, creando sales solubles. Estos químicos siempre notaban una pequeña cantidad de un residuo de color oscuro insoluble. Joseph Louis Proust pensó que este residuo se debía a grafito. Los químicos franceses Victor Collet-Descotils, Antoine François, el conde de Fourcroy, y Louis Nicolas Vauquelin también observaron el residuo oscuro en 1803, sin embargo, no obtuvieron suficiente como para realizar experimentos. Ese mismo año un científico británico, Smithson Tennant analizó el residuo insoluble y concluyó que este debía de contener un nuevo metal. Vauquelin expuso el residuo en polvo a álcalis y ácidos y obtuvo un nuevo óxido volátil, el cual él creía que se trataba del nuevo metal que llamó "ptene", que provenía de la palabra griega πτηνος (ptènos) y significaba "Alado". Tennant, que contaba con una cantidad mucho más grande del residuo, continuó su investigación e identificó dos nuevos elementos dentro del residuo negro, el iridio y el osmio. Obtuvo cristales de color rojo oscuro (probablemente de Na2[IrCl6]•nH2O) por una serie de reacciones con hidróxido de sodio y ácido clorhídrico. Llamó a uno de los elemento iridio en honor a la diosa griega Iris, debido a los colores de sus sales. El descubrimiento de los nuevos elementos fue documentado en una carta a la Royal Society el 21 de junio de 1804.
El científico británico John George Children fue el primero en fundir una muestra de iridio en 1813 con la ayuda de la "mejor batería galvánica que jamás se haya construido" (hasta esa época).
El primero en obtener iridio puro fue Robert Hare en 1842. Encontró que la densidad del iridio rondaba los 21.8 g/cm³ y notó que el metal no era maleable y era extremadamente duro.
La primera fundición de una cantidad significativa del metal fue realizada por Henri Sainte-Claire Deville y Jules Henri Debray en 1860. Para fundir el metal, se necesitó más de 300 litros de O2 puro y H2 por cada kilogramo de iridio. Estas dificultades extremas para fundir el metal han limitado las posibilidades de manejar el iridio.
John Isaac Hawkins estaba buscando obtener una pluma con una punta fina y dura, y en 1834 logró crear una pluma de oro con punta de iridio.
En 1880, John Holland y William Lofland Dudley, lograron fundir iridio añadiendo fósforo, más tarde patentarían el proceso en los Estados Unidos. La compañía británica Johnson Matthey indicó más adelante que había estado utilizando un proceso similar desde 1837 y ya había presentado iridio fundido en una serie de ferias por todo el mundo. El primer uso de una aleación de iridio con rutenio fue realizada para fabricar termopares por Otto Feussner en 1933. Esto permitió medir temperaturas en el aire de hasta 2000 °C.
En 1957 Rudolf Ludwig Mößbauer, descubrió el efecto de la resonancia y retroceso-libre y absorción de rayos gamma en átomos de una muestra de sólido que únicamente contenía 191Ir. Por este fenómeno, conocido como el Efecto Mößbauer (que desde entonces se ha observado en otros núcleos como el del 57Fe), Mößbauer recibió el premio nobel de física en el año de 1961, solo tres años después de publicar su descubrimiento
.

## Abundancia

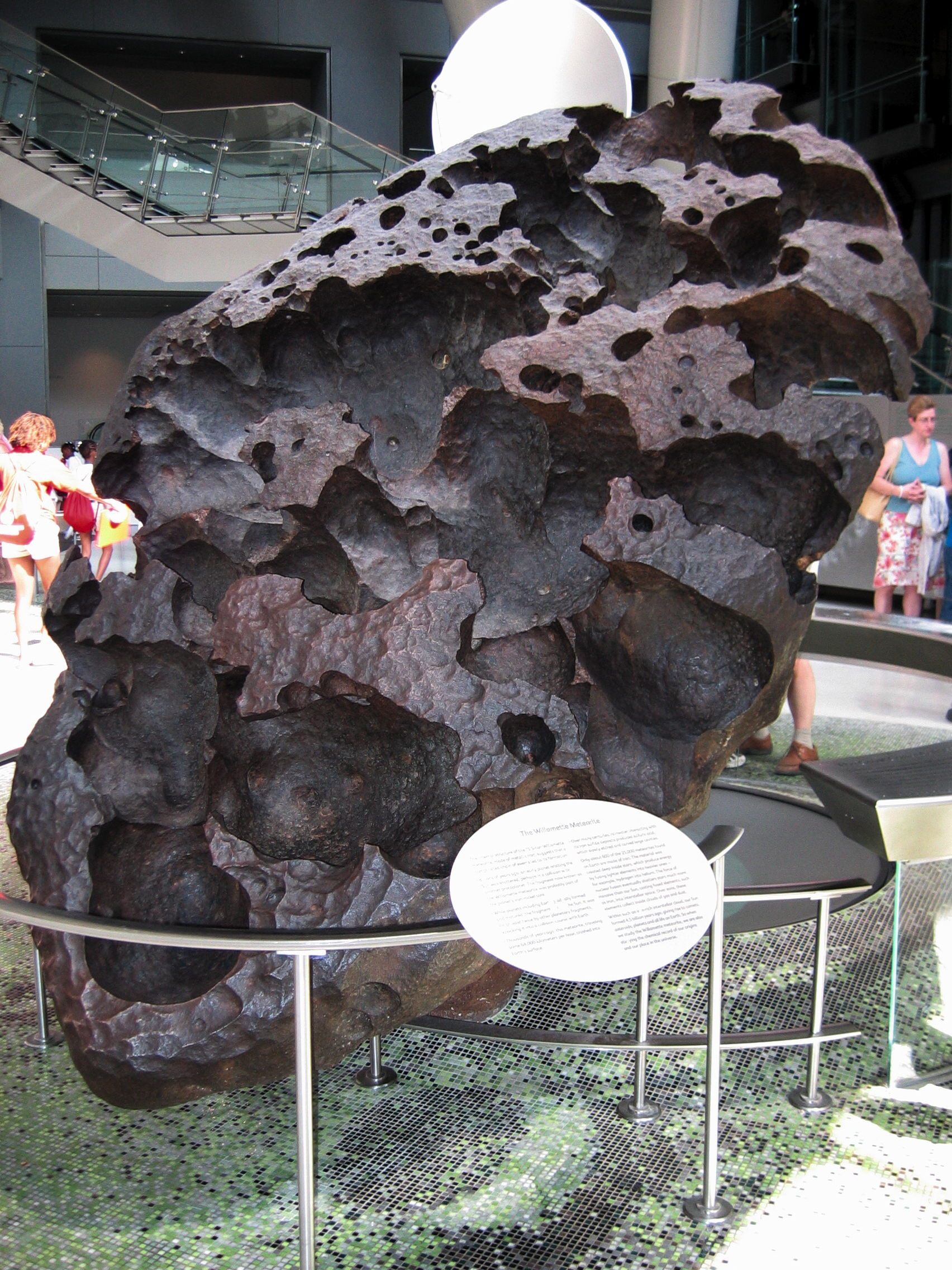
El meteorito Willamette, el 6.º más grande encontrado en el mundo, contiene 4.7 ppm de iridio.

El iridio es uno de los elementos menos abundantes en la corteza terrestre, en promedio solo se encuentra una fracción de masa de 0.001 ppm en toda la corteza; el oro es 40 veces más abundante, el platino 10 veces más, y la plata y el mercurio unas 80 veces más abundantes que el iridio. El telurio es tan abundante como el iridio. Únicamente existen tres elementos tan poco abundantes como el iridio: el renio, el rutenio y el rodio; el iridio es 10 veces más abundante que los últimos dos. En contraste con su escasa abundancia en la corteza terrestre, el iridio es relativamente común en los meteoritos, con una concentración de 0,5 ppm o más.
El iridio se puede encontrar en la naturaleza como un elemento sin combinar o en aleaciones naturales, especialmente las aleaciones de osmio-iridio, estas aleaciones se pueden separar en dos grandes grupos: las aleaciones osmiridio, las cuales son más ricas en osmio, y las iridiosmio que contienen una mayor cantidad de iridio que de osmio. También se encuentra en los depósitos de níquel y cobre, normalmente se encuentran metales del grupo del platino en estos yacimientos en forma de sulfuros, telururos, antimoniuros, y arseniuros. Dentro de la corteza terrestre, el iridio se encuentra en concentraciones más altas en tres tipos de estructura geológica: los depósitos ígneos, los cráteres de impacto, y depósitos elaborados a partir de una de estas estructuras. La reserva primaria de iridio más grande conocida es la del complejo ígneo Bushveld en Sudáfrica, aunque los grandes depósitos de cobre-níquel cerca de Norilsk, en Rusia, y la cuenca de Sudbury en Canadá también son importantes fuentes de iridio. Pequeñas reservas de este metal también han sido encontradas en los Estados Unidos. El iridio puede encontrarse en depósitos secundarios, combinado con el platino u otros metales del grupo del platino en depósitos aluviales. Este tipo de depósitos fueron explotados por las culturas precolombinas en el departamento del Chocó, aún hoy en día siguen siendo una fuente de metales del grupo del platino.

## Presencia en el límite K-T

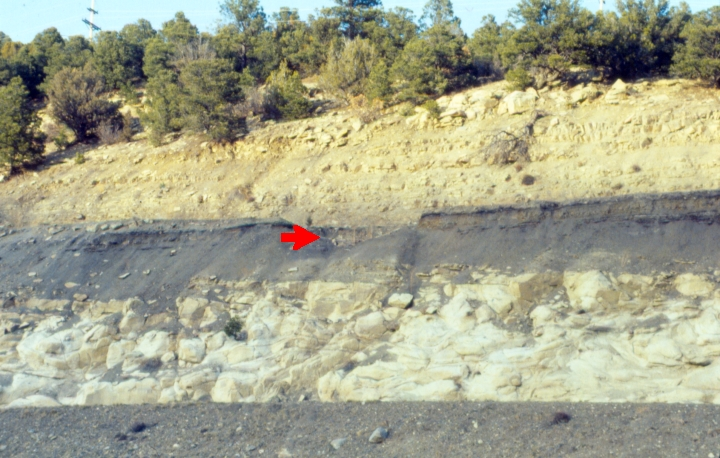
La flecha roja señala el Límite K-T.

El límite K-T de 65 millones de años, marca la frontera temporal entre los períodos Cretácico y el Cenozoico del tiempo geológico, fue identificado debido a una delgada capa de arcilla rica en iridio, la cantidad de esta capa de iridio podría contener 200.000 toneladas de ese metal. En 1980, un equipo liderado por Luis Walter Álvarez, propuso un origen extraterrestre para todo este iridio encontrado en la capa; lo atribuyó a un impacto de asteroide o de un cometa. Esta teoría, conocida como la hipótesis Álvarez, es la más aceptada para explicar la extinción de los dinosaurios. Un gran cráter de impacto enterrado que data de hace 65 millones de años fue identificado en lo que hoy se conoce como la península de Yucatán (el cráter de Chicxulub). Dewey M. McLean y otros científicos argumentan que ese iridio podría tener orígenes volcánicos debido a que el núcleo de la tierra es rico en iridio, y aún hoy, volcanes activos como el Piton de la Fournaise ("pico del horno") en la isla de Reunión siguen liberando iridio.

## Producción
| Año  | Precio ($/ozt) |
| ---- | -------------- |
| 2001 | 415.25         |
| 2002 | 294.62         |
| 2003 | 93.02          |
| 2004 | 185.33         |
| 2005 | 169.51         |
| 2006 | 349.45         |
| 2007 | 440.00         |

El iridio se obtiene comercialmente como un subproducto de la minería y producción de níquel y cobre. Mediante la electrorrefinación del cobre y el níquel, metales nobles como la plata, el oro y los metales del grupo del platino, así como el selenio y el telurio se depositan en el fondo de la celda como barro anódico, el cual constituye el punto de partida para su extracción. Con el fin de separar los metales, lo primero que debe hacerse es disolver el barro en una solución. Existen varios métodos, dependiendo del proceso de separación y la composición de la mezcla. Dos métodos muy usados son fundir con peróxido de sodio y luego disolver en aqua regia, el otro consiste en disolver en una mezcla de cloro y ácido clorhídrico.
Después de que se disuelva, el iridio se separa de otros metales del grupo platino por la precipitación de (NH4)2IrCl6 o mediante la extracción de IrCl-26 con aminas orgánicas. El primer método es similar al procedimiento de Tennant y Wollaston utilizado para su separación. El segundo método se puede planificar como una continua extracción líquido-líquido y por lo tanto más adecuada para la producción a escala industrial. En cualquier caso, el producto se reduce mediante el uso de hidrógeno, produciendo el metal en forma de polvo o esponja que se puede tratar con técnicas de metalurgia de polvos.
La producción anual de iridio en el año 2000 fue de alrededor de 3 toneladas, lo que equivale a aproximadamente 100 000 onzas troy (ozt). El precio del iridio alcanzó en 2007 un precio de 440 dólares por onza troy, pero el precio ha fluctuado considerablemente, como se muestra en la tabla, en el año 2010 el precio se elevó a más 750 USD/ozt, sin embargo, en promedio se ha mantenido en el rango de los años 2007-2009, es decir, de $425–$460 USD/ozt. La alta volatilidad en los precios de los metales pertenecientes al grupo del platino se ha atribuido a la oferta, demanda, la especulación y acaparamiento, amplificada por el pequeño tamaño del mercado y la inestabilidad de los países productores.

## Aplicaciones

### Industrial y medicinal
El alto punto de fusión, la dureza y resistencia a la corrosión del iridio y sus aleaciones determinan la mayoría de sus aplicaciones. El iridio y especialmente las aleaciones iridio-platino u osmio-iridio tienden a desgastarse muy poco y son usadas, por ejemplo, en múltiples hileras de poros, a través de las cuales un plástico fundido se extruye para formar fibras, como el rayón. Las aleaciones de osmio-iridio son usadas en brújulas y balanzas.
La resistencia a la corrosión y al calor hacen del iridio un agente de aleación importante. Algunas piezas de larga duración en motores de avión están hechas de iridio aleado y en tuberías para aguas profundas se usa una aleación especial de titanio-iridio debido a su resistencia a la corrosión. El iridio también es ampliamente utilizado como agente endurecedor en aleaciones de platino. La dureza Vickers del platino puro es de 56 HV, mientras que la de una aleación con 50% de iridio puede alcanzar durezas por encima de los 500 HV.
A menudo, dispositivos que están expuestos a temperaturas extremas se hacen de iridio, por ejemplo, crisoles de alta temperatura hechos de iridio se utilizan en el proceso Czochralski para producir óxido de monocristales (como zafiros) para usar en dispositivos de memoria en computadoras y en láseres de estado sólido. La gran resistencia a la abrasión del iridio y sus aleaciones lo hacen ideal para fabricar los contactos eléctricos en bujías.
Compuestos de iridio se utilizan como catalizadores en el proceso Cativa para la carbonilación del metanol para producir ácido acético El iridio en sí mismo es usado como catalizador en un tipo de motor para automóvil introducido en 1996 llamado motor de ignición directa. El radioisótopo 192Ir es una de los dos fuentes de energía más importantes para uso industrial de la radiografía de rayos γ en los ensayos no destructivos para metales. Además, 192Ir se utiliza como una fuente de radiación gamma para el tratamiento del cáncer mediante braquiterapia, una forma de radioterapia donde se coloca una fuente radiactiva sellada en el interior o junto a la zona que requiere tratamiento.

### Científicas

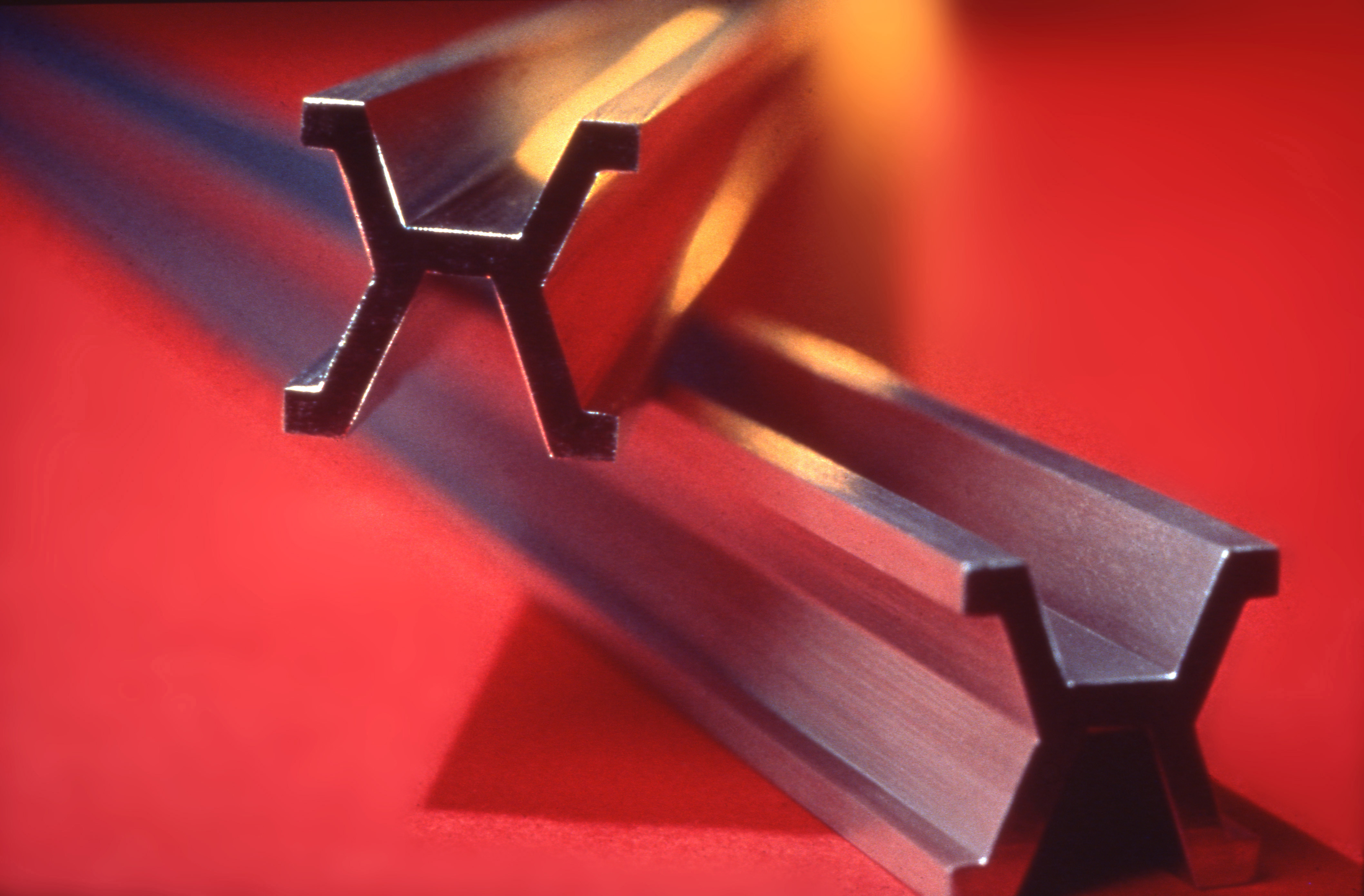
La barra de prototipo internacional de metro.

En 1889 se usó una aleación de 90% de platino y 10% de iridio para construir el prototipo internacional de metro y kilogramo realizado por la oficina internacional de pesas y medidas cerca a París. La definición de la barra de metro fue reemplazada de la unidad fundamental de medición en 1960 por una línea del espectro atómico del kriptón, pero el prototipo de kilogramo sigue siendo el estándar internacional de masa. El iridio ha sido utilizado en los generadores termoeléctricos de radioisótopos de naves espaciales no tripuladas, como el Voyager, Viking, Pioneer, Cassini, Galileo y en la nave New Horizons. El iridio fue escogido para encapsular el combustible de plutonio-238 en el generador debido a la gran resistencia del material y sus capacidades operativas por encima de los 2000 °C. También se utiliza este metal para generar Rayos X ópticos, en especial en telescopios de rayos X. Los espejos del observatorio de rayos X Chandra están recubiertos con una capa de iridio 60 nm de espesor. El iridio demostró ser la mejor opción para reflejar rayos X, superando a metales como el níquel, el oro, el platino. La capa de iridio, la cual tuvo que ser del espesor de apenas unos cuantos átomos, fue aplicada mediante alto vacío depositando iridio gaseoso en una capa base de cromo.

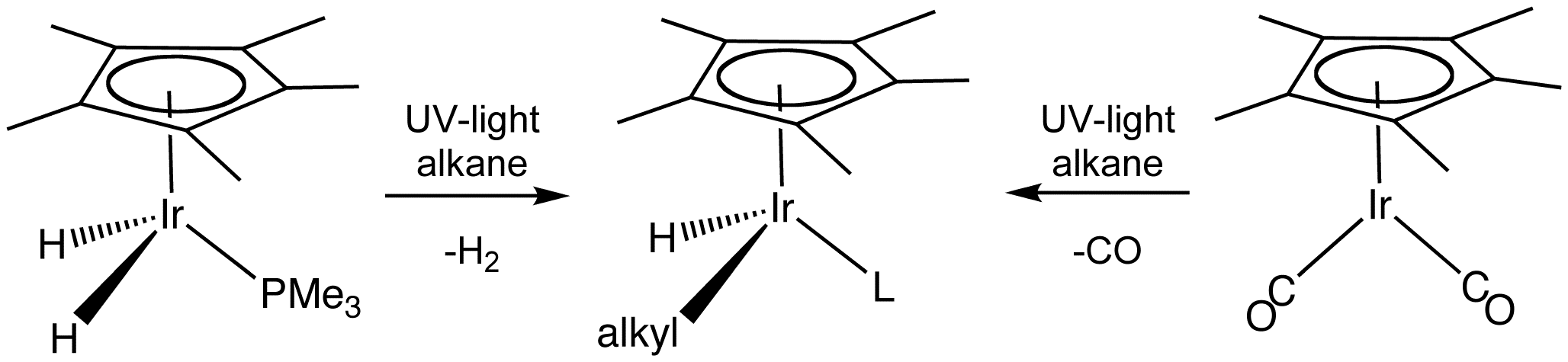
Adición por oxidación de hidrocarburos en la química orgánica del iridio

El iridio se usa en la física de partículas para la producción de antiprotones, una forma de antimateria. Los antiprotones se producen al disparar un haz de protones de alta intensidad a un objetivo de conversión, que debe ser hecho de un material extremadamente denso. A pesar de que el tungsteno se puede utilizar en lugar del iridio, este último tiene la ventaja de que posee una mejor estabilidad bajo las ondas de choque inducidas por el aumento de la temperatura durante el rayo incidente. Complejos de iridio están siendo investigados como catalizadores para hidrogenación asimétrica. Estos catalizadores se han utilizado en la síntesis de productos naturales capaces de hidrogenar determinados sustratos difíciles, tales como alquenos, enantioselectivamente (la generación de solo uno de los dos enantiómeros posibles). El iridio forma una variedad de complejos de interés fundamental en la recolección de tripletes.

### Históricas

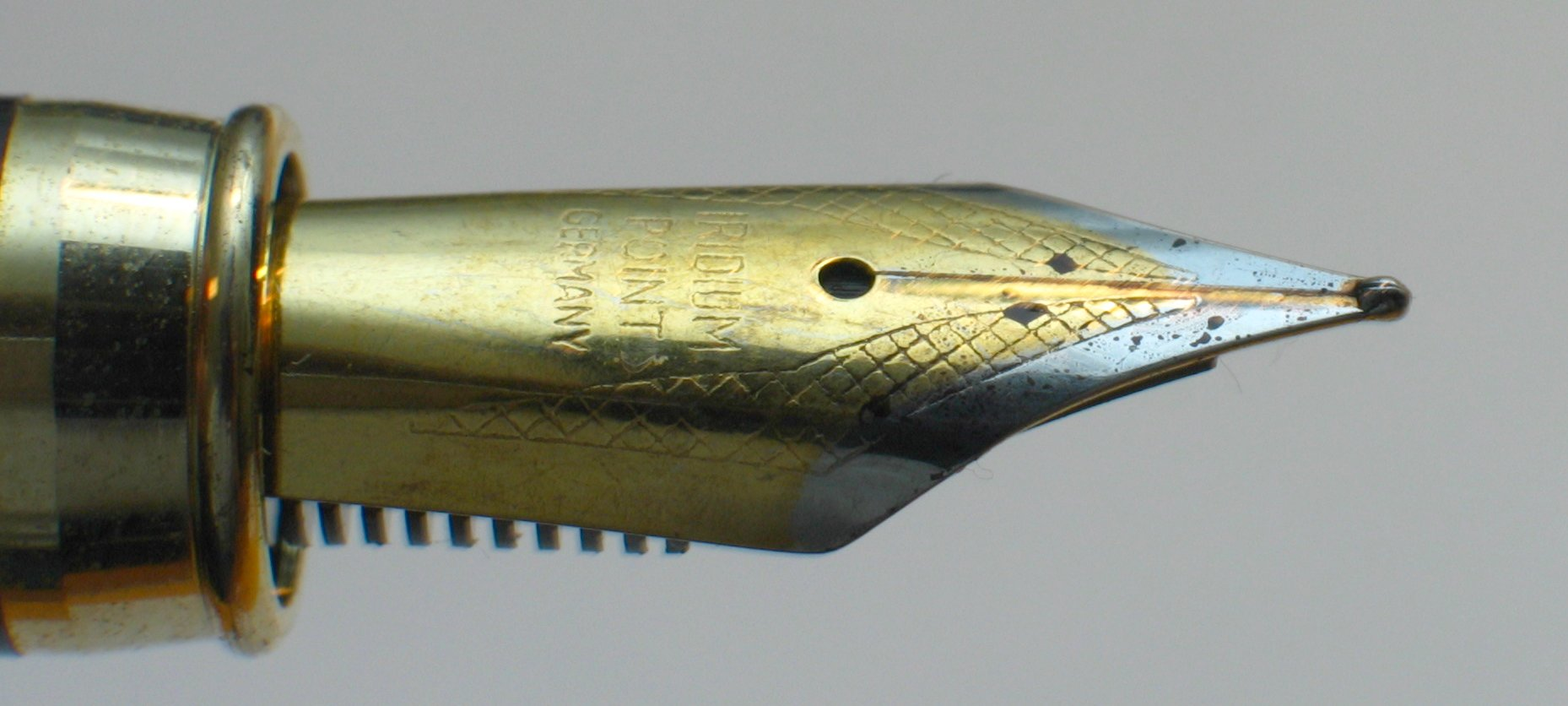
Pluma estilográfica con punta de iridio.

Aleaciones de iridio-osmio se han usado en plumas estilográficas. El primer uso de una cantidad importante de iridio fue en el año de 1834 en una punta de iridio montada en oro. Desde 1944, la famosa pluma estilográfica Parker 51 fue equipada con una punta de una aleación de rutenio e iridio (3.8% de iridio). Se han utilizado aleaciones de platino-iridio en los agujeros de ventilación de cañones; esta es una aplicación importante pues evita los gastos ocasionados por el desgaste de estos orificios cuando están en servicio. El pigmento "iridio negro", el cual consiste en iridio dividido muy finamente, se usa para colorear porcelanas de un color negro intenso.

## Precauciones
El iridio en forma de metal no es peligroso para la salud debido a su poca reactividad con los tejidos, únicamente hay 20 partes por trillón de iridio en los tejidos humanos. Sin embargo, el polvo finamente dividido de iridio puede ser peligroso de manejar, ya que es irritante y puede inflamarse en el aire. Se sabe muy poco acerca de la toxicidad de los compuestos de iridio debido a la escasez del metal y a que sus compuestos se utilizan en cantidades muy pequeñas, pero las sales solubles, tales como los haluros de iridio, podrían ser peligrosos debido a los otros elementos que forman parte del compuesto. Sin embargo, la gran mayoría de los compuestos de iridio son insolubles, lo que hace que la absorción involuntaria de estos compuestos por el cuerpo humano sea difícil. Un radioisótopo de iridio, el 192Ir, es peligroso al igual que cualquier otro isótopo radioactivo. Los únicos reportes relacionados con lesiones por iridio conciernen a la exposición accidental de 192Ir usado en braquiterapia. Las altas radiaciones de rayos gamma de alta energía por el 192Ir pueden incrementar el riesgo de cáncer. La exposición externa puede causar quemaduras, envenenamiento por radiación, y la muerte. La ingestión de 192Ir puede quemar el revestimiento del estómago y de los intestinos. 192Ir, 192mIr y 194mIr tienden a depositarse en el hígado, y puede plantear riesgos para la salud tanto por radiación gamma como por radiación beta.